# Sugarland Express
Sugarland Express (ang. The Sugarland Express) – amerykański dramat filmowy w reżyserii Stevena Spielberga z 1974 roku, oparty na prawdziwych wydarzeniach, które miały miejsce w maju 1969.

## Fabuła
Krótko przed zwolnieniem z więzienia, Clovis Poplina otrzymuje odwiedziny swojej żony, Lou Jean, która również spędziła czas za kratkami za kradzieże w sklepach. W trakcie rozmowy dowiaduje się, że z powodu błędów urzędniczych odebrano im dwuletnie dziecko, przekazując je do rodziny w Sugarland w celu adopcji. Lou Jean namawia męża, by uciekł z więzienia, aby razem mogli odzyskać swojego syna Langstona.
Podczas próby ucieczki, para autostopowiczów zostaje podjęta przez starsze małżeństwo, Nockerów. Niestety, po drodze zostają zatrzymani przez sumiennego policjanta o imieniu Maxwell Slide. Lou Jean wpada w panikę i ucieka, co prowadzi do pościgu. W wyniku wypadku, Lou Jean pozbawia funkcjonariusza broni, a Clovis go zastrasza, zmuszając do prowadzenia wozu patrolowego w kierunku Sugarland. Policja w stanie wszczyna pościg za nimi.
Film Stevena Spielberga to wysokobudżetowy rodziny dramat, który eksponuje niedojrzałość społeczeństwa amerykańskiego.

## Obsada
- Goldie Hawn – Lou Jean Poplin[4]
- William Atherton – Clovis Poplin[4]
- Ben Johnson – kapitan Harlin Tanner[4]
- Michael Sacks – policjant Maxwell Slide[4]
- Gregory Walcott — policjant Ernie Mashburn[4]
- Steve Kanaly — policjant Jessup[4]